# Self Preserved While the Bodies Float Up
| Recensione       | Giudizio |
| ---------------- | -------- |
| AllMusic         |          |
| Drowned in Sound | 8/10     |
| NME              |          |
| Sputnikmusic     | 4/5      |

Self Preserved While the Bodies Float Up è il quarto ed ultimo album in studio del gruppo musicale progressive rock inglese Oceansize, pubblicato nel 2010.

## Tracce
1. Part Cardiac – 4:10
2. SuperImposer – 4:15
3. Build Us A Rocket Then... – 3:59
4. Oscar Acceptance Speech – 8:54
5. Ransoms – 4:07
6. A Penny's Weight – 3:38
7. Silent/Transparent – 8:29
8. It's My Tail And I'll Chase It If I Want To – 3:36
9. Pine – 4:55
10. SuperImposter – 5:16
11. Cloak (solo in edizione speciale) – 3:39

## Formazione
Gruppo
- Mike Vennart - voce, chitarra, basso
- Steve Durose - chitarra, cori
- Steven Hodson - basso, tastiere, chitarra
- Gambler - chitarra, tastiere
- Mark Heron - batteria, percussioni

Collaboratori
- Claire Lemmon - cori
- Simon Neil - cori
- Semay Wu - violoncello
- Helen Tonge - violino